# 安祖·馬利亞·韋拿
安祖·馬利亞·韋拿·略納（Ángel María Villar Llona，1950年2月21日—）是一位西班牙退役足球運動員，球員時代司職中場，曾為畢爾包體育會上陣361次並射進11球。他從1988年起連任7屆西班牙足總主席至今。此外，他還兼任歐洲足協第一副主席、國際足協副主席等職。2015年10月，原歐洲足協主席柏天尼因涉貪被停職，由安祖·馬利亞·韋拿擔任歐洲足協代主席，不過他本人也被國際足協調查。安祖·馬利亞·韋拿在國際足協道德委員會調查2018年世界盃買票時不合作，被罰款25000瑞士法郎和警告。

## 榮譽
- 西班牙國王盃: 1972–73; 亞軍 1976–77
- 歐洲足協盃: 亞軍 1976–77